# Маркус (Вашингтон)
Маркус (англ. Marcus) — місто (англ. town) в США, в окрузі Стівенс штату Вашингтон. Населення — 216 осіб (2020).

## Географія
Маркус розташований за координатами 48°39′51″ пн. ш. 118°3′34″ зх. д. / 48.66417° пн. ш. 118.05944° зх. д. (48.664271, -118.059388).  За даними Бюро перепису населення США в 2010 році місто мало площу 0,60 км², уся площа — суходіл.

## Демографія
Згідно з переписом 2010 року, у місті мешкали 183 особи в 76 домогосподарствах у складі 49 родин. Густота населення становила 307 осіб/км².  Було 82 помешкання (138/км²).
Расовий склад населення:
| - 94,0 % — білих - 2,7 % — корінних американців - 0,5 % — чорних або афроамериканців - 0,5 % — азіатів |

До двох чи більше рас належало 2,2 %. Частка іспаномовних становила 0,5 % від усіх жителів.
За віковим діапазоном населення розподілялося таким чином: 18,0 % — особи молодші 18 років, 60,7 % — особи у віці 18—64 років, 21,3 % — особи у віці 65 років та старші. Медіана віку мешканця становила 48,8 року. На 100 осіб жіночої статі у місті припадало 103,3 чоловіків;  на 100 жінок у віці від 18 років та старших — 120,6 чоловіків також старших 18 років.
Середній дохід на одне домашнє господарство  становив 38 845 доларів США (медіана — 35 250), а середній дохід на одну сім'ю — 46 074 долари (медіана — 40 625). За межею бідності перебувало 28,8 % осіб, у тому числі 63,3 % дітей у віці до 18 років та 2,6 % осіб у віці 65 років та старших.
Цивільне працевлаштоване населення становило 51 осіб. Основні галузі зайнятості: роздрібна торгівля — 19,6 %, виробництво — 17,6 %, будівництво — 17,6 %.